# Joanne World Tour
Joanne World Tour fue la quinta gira musical como solista y sexta en general de la cantautora estadounidense Lady Gaga, realizada para promover su quinto álbum de estudio, Joanne (2016). Inició el 1 de agosto de 2017 en Vancouver, Canadá y concluyó forzosamente el 1 de febrero de 2018 en Birmingham, Reino Unido, luego de que la artista se viera envuelta en un dolor severo ocasionado por su fibromialgia. Fue anunciada 5 de febrero de 2017, pocas horas después de la culminación de su presentación en el espectáculo de medio tiempo del Super Bowl LI. La gira recorrió parte de Norteamérica y Europa, e inicialmente preveía visitar Brasil para una participación especial en el festival Rock in Rio, pero la presentación fue cancelada de último momento debido a que la cantante fue hospitalizada por dolor severo causado por su fibromialgia. Asimismo, preveía visitar Europa a finales de 2017, pero dada la gravedad de su enfermedad, la etapa fue pospuesta para 2018 y más tarde 10 fechas fueron canceladas.
El listado de canciones se compuso de casi todos los temas de Joanne, con excepción de «Hey Girl», «Sinner's Prayer», «Grigio Girls» y «Just Another Day», además de algunos de los sencillos más exitosos de sus álbumes pasados como «Poker Face», «Bad Romance», «Born This Way» y «Applause». La producción de la gira incluyó una gran pantalla colgante, así como el escenario principal, el cual se compone de diversas plataformas que se elevan y proyectan imágenes. En el recinto también había dos plataformas adicionales a las cuales Gaga accede mediante pasarelas que descienden desde el techo, y también un segundo escenario donde está ubicado un piano. El espectáculo fue aclamado por la crítica, quienes describieron la producción en general como «increíble», «delirante», «impactante» e «impecable». Asimismo, Gaga recibió alabanzas por la ejecución de sus coreografías, los atuendos y su registro vocal, especialmente en las presentaciones de «Come to Mama» y «The Edge of Glory».
Comercialmente, la gira fue todo un éxito, al haber agotado todas sus entradas en cuestión de minutos durante su paso por Norteamérica. Asimismo, marcó la primera vez que Gaga se presentó en estadios de los Estados Unidos. Con 85.7 millones de dólares recaudados y 738 000 entradas vendidas en sus primeras 41 fechas, el Joanne World Tour fue la séptima gira más exitosa de Norteamérica en el 2017 y la decimocuarta del mundo.

## Antecedentes y producción

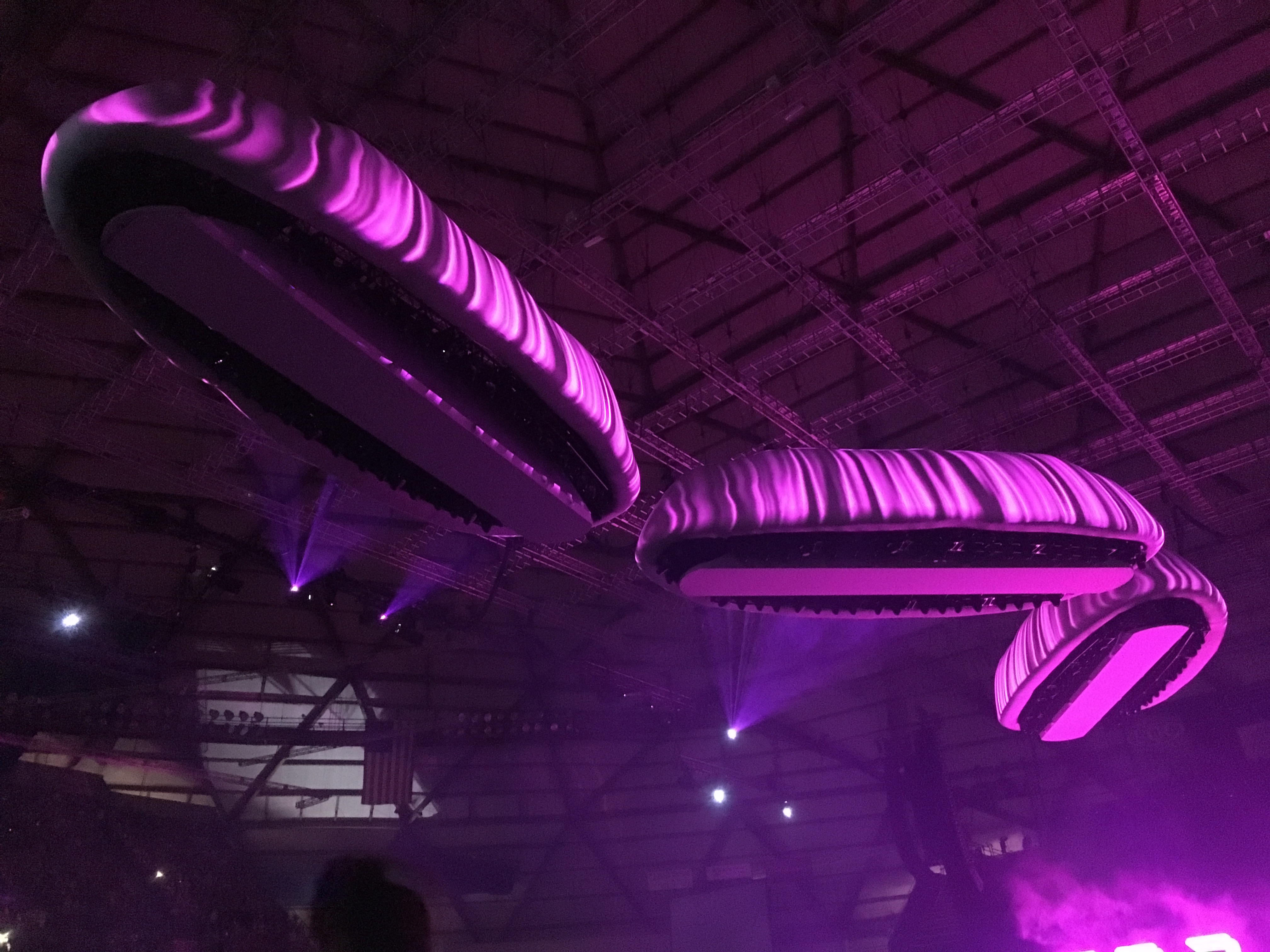
Pasarelas en el techo del recinto.

A inicios de octubre de 2016, algunas semanas antes del lanzamiento de su álbum Joanne, Gaga dio inicio a una pequeña gira promocional llamada Dive Bar Tour, la cual visitaba antros de ciudades estadounidenses. El 24 de octubre de 2016, durante una entrevista con Howard Stern, la artista confirmó que realizaría una gira mundial ajena al Dive Bar Tour para continuar con la promoción del disco, y que esta daría inicio poco después de su presentación en el medio tiempo del Super Bowl LI, la cual tendría lugar el 5 de febrero de 2017. Días antes del evento, la revista Us Weekly informó que la gira sería oficialmente anunciada un día después de la actuación, aunque no hubo ninguna declaración de parte de Gaga o su equipo. Sin embargo, un par de horas más tarde de haber culminado el Super Bowl, Gaga anunció la gira, la cual llevaría por nombre Joanne World Tour. Aunado a ello, fueron reveladas las primeras fechas para Norteamérica y Europa, así como la participación de Gaga en el festival Rock in Rio de Brasil. Aunque esta última fue posteriormente cancelada por la fibromialgia de la artista.
En una entrevista el 4 de julio de 2017 con la revista Billboard, Gaga explicó que los preparativos de la gira comenzaron tras el Super Bowl y se había planeado mantener algunos elementos de la presentación, así como de su participación en el festival Coachella. Añadió que las luces jugarían un papel fundamental en el concierto y que el escenario era muy diferente a los de su giras anteriores. También afirmó que lanzaría nueva música durante el recorrido.

## Recepción

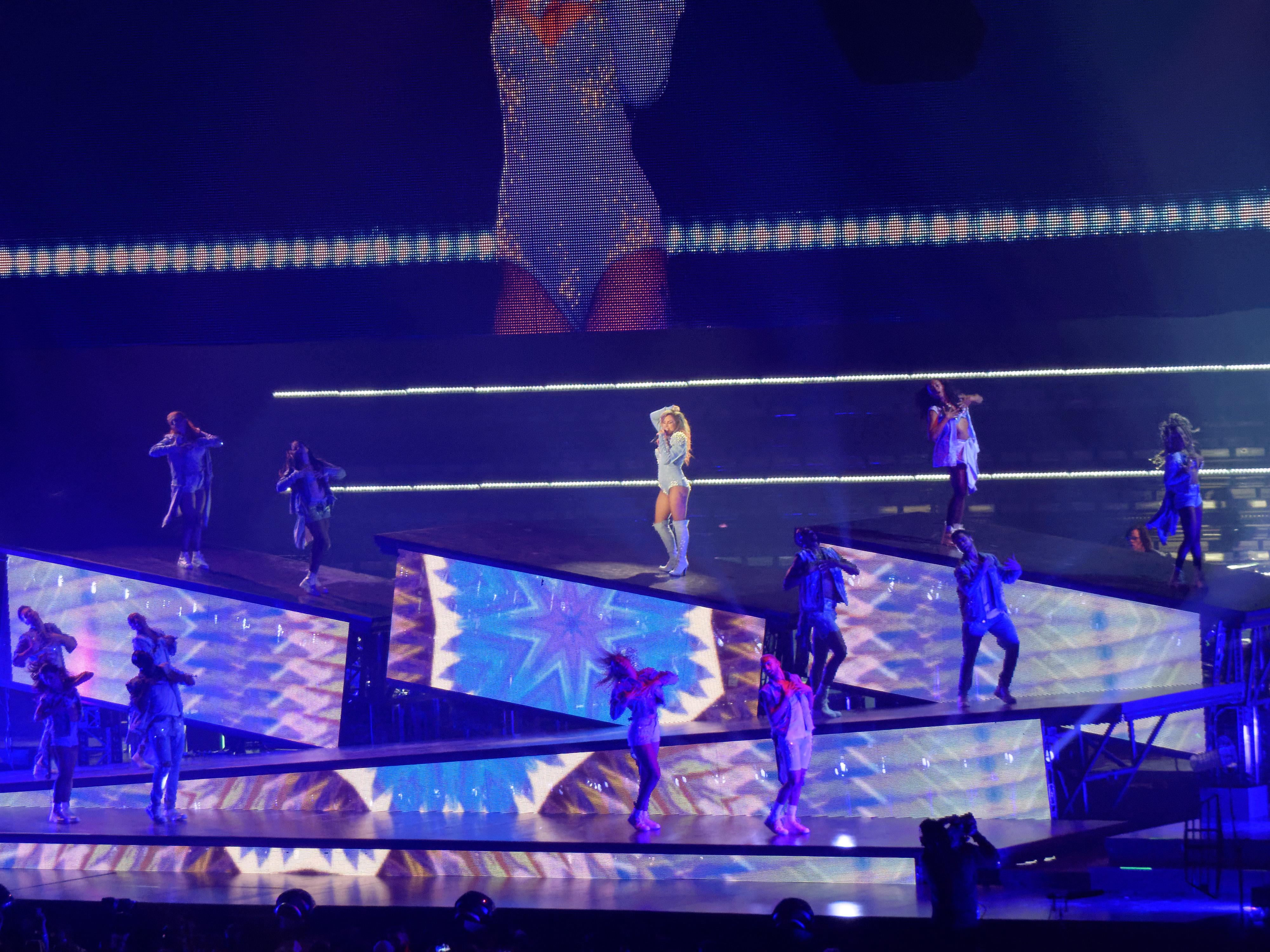
Gaga interpretando «Telephone» mientras el escenario se eleva en diferentes niveles.

### Comentarios de la crítica
En general, la gira fue aclamada por los críticos. Comentando sobre el primer concierto ofrecido el 1 de agosto de 2017 en Vancouver (Canadá), la escritora Laura Sciarpelletti de la revista Exclaim! aseguró que el espectáculo valió «cada centavo pagado» y que Gaga impresionó a la audiencia con su voz tanto en los momentos acústicos como en las coreografías. Sostuvo, además, que la actuación capturó completamente la esencia de la artista, con coreografías teatrales y un registro vocal impecable. Con ello, calificó el concierto con 9 estrellas sobre 10. Asimismo, Marsha Lederman del periódico The Globe and Mail mostró entusiasmo por la producción de la actuación, la cual describió como «maravillosa», «delirante» e «impactante», con coreografías «intrigantes», pirotecnia, complejidad y diseños ingeniosos. La periodista también alabó a Gaga por usar todo el recinto a su favor, con ayuda de las pasarelas desplegables y las luces. Igualmente, Robert Collings del canal CTV News reportó que dijo que el escenario cambiante, la producción, las coreografías y los sólidos atuendos, fueron «impecables». Por otra parte, Carly Mallenbaum de USA Today, escribió: 

«Bien sea sola en el escenario con su piano, o bailando sin cesar con un gran grupo, la voz de Gaga sonaba a la perfección. Hubo un traje blanco, uno negro, uno rojo, uno azul. Gaga lució increíble en cada uno de ellos. Al principio, el escenario se veía simple, pero entonces, dos partes empezaron a levantarse para crear dos plataformas adicionales. Después de eso, el escenario pasó a tener todo tipo de configuraciones locas; escaleras, diagonales, un puesto de aterrizaje donde cayeron puentes. Sí, había un puente que funciona como monitor cuando no está siendo usado para moverse de un escenario a todo. Es válido decir, la puesta en escena del espectáculo es increíble. Lo mejor llegó cuando Gaga se tomaba un descanso para cambiarse, y los asistentes tuvieron que ver varios cortometrajes».

Respecto al concierto del 3 de agosto en Edmonton (Canadá), Tom Murray escribió para el diario Edmonton Journal que Gaga mantuvo alegre a la audiencia con su «carisma» y «habilidades vocales». Murray comparó favorablemente a la artista con Liza Minnelli por su dedicación y esfuerzo en el escenario, especialmente en canciones como «Come to Mama» y «The Edge of Glory». En su reseña sobre el concierto del 5 de agosto en Tacoma (Estados Unidos), Owen Smith de Seattle Times comparó el concierto con una película blockbuster por estar «lleno de acción» y ser «espectacular». Smith comentó que aunque las presentaciones de los antiguos éxitos de la artista como «Telephone» fueron entretenidas, Gaga destacó más en las actuaciones de los temas de Joanne como «John Wayne», «Come to Mama», «Joanne» y «Angel Down». Además de ello, alabó las coreografías bien ejecutadas y la voz de la cantante. Kelli Fadroski de The Orange County Register describió el concierto del 8 de agosto en Inglewood (Estados Unidos) como «una gran celebración», donde los espectadores pudieron ver a una Gaga más «vulnerable» pero «talentosa».

### Recepción comercial
El 10 de febrero de 2017, salieron a la venta las entradas para los conciertos de algunos países de Europa. En el Reino Unido, las entradas para los tres primeros conciertos (uno en Mánchester, Birmingham y Londres) se agotaron en tan solo 2 minutos de haber estado disponibles, según reportó Metro. Por ello, se tuvo que añadir una segunda fecha para Londres y Birmingham. Situación similar ocurrió en Francia, donde el único concierto de París se agotó en cuestión de minutos, con lo que se agregó una segunda fecha para dicha ciudad. En Alemania, los conciertos de Colonia, Berlín y Hamburgo también se agotaron rápidamente el día de la venta oficial. En España, todas las entradas para el recital de Barcelona se agotaron en menos de una hora. Ello generó gran controversia ya que los seguidores de la artista acusaron a la división española de Live Nation de comprar buena parte de las entradas para luego revenderlas y tener más ingresos sin consentimiento del artista. Finalmente, se añadió una segunda fecha para Barcelona. En los Países Bajos e Italia, los únicos conciertos para Ámsterdam y Milán se agotaron en cerca de 25 minutos. En Copenhague (Dinamarca) y Estocolmo (Suecia) también se vendieron las entradas para los recitales respectivos el mismo día de la venta oficial. El 13 de febrero de 2017, salieron a la venta las entradas para los conciertos de la primera etapa de Norteamérica. Pocas horas después del comienzo de la venta oficial, se informó que absolutamente todos los conciertos se habían agotado, siendo cuatro de Canadá y doce de los Estados Unidos. Por ello, se añadieron nuevas fechas en Nueva York, Boston, Filadelfia, Inglewood, Las Vegas y Toronto.
En su primer paso por Norteamérica, la gira tuvo una recaudación de 52 millones de dólares en tan solo 20 conciertos con 440 mil entradas vendidas. En sumatoria con su segundo paso por Norteamérica, el Joanne World Tour recaudó 85.7 millones de dólares en 41 conciertos, siendo la séptima gira más exitosa del 2017 en Norteamérica, cuarta por un solista y primera por una artista femenina. En total, se vendieron 737 mil entradas, lo que dio una recaudación promedio por concierto de 2.4 millones para 21 mil entradas vendidas, marcando el mejor promedio de la carrera de Gaga en Norteamérica. Asimismo, con dichas cifras, el Joanne World Tour fue la decimocuarta gira más exitosa del 2017.

## Actos de apertura e invitados especiales
Teloneros
- DJ White Shadow (Telonero en Estados Unidos, el 13, 25-29 de agosto y 1-2 de septiembre de 2017).[35]

## Lista de canciones
Acto I
1. «Diamond Heart»
2. «A-Yo»
3. «Poker Face»
4. «Perfect Illusion»

Acto II
1. «John Wayne»
2. «Scheiße»
3. «Alejandro»

Acto III
1. «Just Dance»
2. «LoveGame»
3. «Telephone»

Acto IV
1. «Applause»
2. «Come to Mama»
3. «The Edge of Glory»
4. «Born This Way»

Acto V
1. «Bloody Mary»
2. «Dancin' in Circles»
3. «Paparazzi»
4. «Angel Down»
5. «Joanne»

Acto VI
1. «Bad Romance»
2. «The Cure»

Encore
1. «Million Reasons»

Fuente: NME.

## Fechas de la gira y recaudación
| Norteamérica — Etapa I   |                  |                |                          |                          |             |
| 1 de agosto de 2017      | Vancouver        | Canadá         | Rogers Arena             | 15 665 / 15 665 (100%)   | $1 430 667  |
| 3 de agosto de 2017      | Edmonton         | Canadá         | Rogers Place             | 15 002 / 15 002 (100%)   | $1 466 718  |
| 5 de agosto de 2017      | Tacoma           | Estados Unidos | Tacoma Dome              | 19 296 / 19 296 (100%)   | $2 158 960  |
| 8 de agosto de 2017      | Inglewood        | Estados Unidos | The Forum                | 28 567 / 28 567 (100%)   | $3 633 410  |
| 9 de agosto de 2017      | Inglewood        | Estados Unidos | The Forum                | 28 567 / 28 567 (100%)   | $3 633 410  |
| 11 de agosto de 2017     | Las Vegas        | Estados Unidos | T-Mobile Arena           | 15 893 / 15 893 (100%)   | $2 139 858  |
| 13 de agosto de 2017     | San Francisco    | Estados Unidos | AT&T Park                | 39 225 / 39 225 (100%)   | $4 674 972  |
| 15 de agosto de 2017     | Sacramento       | Estados Unidos | Golden 1 Center          | 15 546 / 15 546 (100%)   | $1 663 263  |
| 19 de agosto de 2017     | Omaha            | Estados Unidos | CenturyLink Center       | 15 886 / 15 886 (100%)   | $1 693 038  |
| 21 de agosto de 2017     | Saint Paul       | Estados Unidos | Xcel Energy Center       | 16 612 / 16 612 (100%)   | $1 813 406  |
| 23 de agosto de 2017     | Cleveland        | Estados Unidos | Quicken Loans Arena      | 15 552 / 15 552 (100%)   | $1 622 428  |
| 25 de agosto de 2017     | Chicago          | Estados Unidos | Wrigley Field            | 41 847 / 41 847 (100%)   | $5 213 820  |
| 28 de agosto de 2017     | Nueva York       | Estados Unidos | Citi Field               | 69 978 / 69 978 (100%)   | $9 520 390  |
| 29 de agosto de 2017     | Nueva York       | Estados Unidos | Citi Field               | 69 978 / 69 978 (100%)   | $9 520 390  |
| 1 de septiembre de 2017  | Boston           | Estados Unidos | Fenway Park              | 67 660 / 67 660 (100%)   | $8 111 672  |
| 2 de septiembre de 2017  | Boston           | Estados Unidos | Fenway Park              | 67 660 / 67 660 (100%)   | $8 111 672  |
| 6 de septiembre de 2017  | Toronto          | Canadá         | Air Canada Centre        | 31 526 / 31 526 (100%)   | $3 328 841  |
| 7 de septiembre de 2017  | Toronto          | Canadá         | Air Canada Centre        | 31 526 / 31 526 (100%)   | $3 328 841  |
| 10 de septiembre de 2017 | Filadelfia       | Estados Unidos | Wells Fargo Center       | 32 296 / 32 296 (100%)   | $3 629 942  |
| 11 de septiembre de 2017 | Filadelfia       | Estados Unidos | Wells Fargo Center       | 32 296 / 32 296 (100%)   | $3 629 942  |
| Norteamérica — Etapa II  |                  |                |                          |                          |             |
| 3 de noviembre de 2017   | Montreal         | Canadá         | Bell Centre              | 17 946 / 17 946 (100%)   | $1 525 732  |
| 5 de noviembre de 2017   | Indianápolis     | Estados Unidos | Bankers Life Fieldhouse  | 15 375 / 15 375 (100%)   | $1 606 010  |
| 7 de noviembre de 2017   | Detroit          | Estados Unidos | Little Caesars Arena     | 15 550 / 15 550 (100%)   | $1 712 378  |
| 9 de noviembre de 2017   | Uncasville       | Estados Unidos | Mohegan Sun Arena        | 15 394 / 15 394 (100%)   | $1 784 100  |
| 11 de noviembre de 2017  | Uncasville       | Estados Unidos | Mohegan Sun Arena        | 15 394 / 15 394 (100%)   | $1 784 100  |
| 13 de noviembre de 2017  | Louisville       | Estados Unidos | KFC Yum! Center          | 17 997 / 17 997 (100%)   | $1 959 814  |
| 15 de noviembre de 2017  | Kansas City      | Estados Unidos | Sprint Center            | 15 117 / 15 117 (100%)   | $1 612 710  |
| 16 de noviembre de 2017  | San Luis         | Estados Unidos | Scottrade Center         | 16 343 / 16 343 (100%)   | $1 577 704  |
| 19 de noviembre de 2017  | Washington D. C. | Estados Unidos | Verizon Center           | 15 288 / 15 288 (100%)   | $1 901 754  |
| 20 de noviembre de 2017  | Pittsburgh       | Estados Unidos | PPG Paints Arena         | 15 228 / 15 228 (100%)   | $1 641 888  |
| 28 de noviembre de 2017  | Atlanta          | Estados Unidos | Philips Arena            | 12 155 / 12 155 (100%)   | $1 615 820  |
| 30 de noviembre de 2017  | Miami            | Estados Unidos | American Airlines Arena  | 14 738 / 14 738 (100%)   | $1 776 734  |
| 1 de diciembre de 2017   | Tampa            | Estados Unidos | Amalie Arena             | 15 170 / 15 170 (100%)   | $1 627 766  |
| 3 de diciembre de 2017   | Houston          | Estados Unidos | Toyota Center            | 13 100 / 13 100 (100%)   | $1 712 302  |
| 5 de diciembre de 2017   | Austin           | Estados Unidos | Frank Erwin Center       | 12 981 / 12 981 (100%)   | $1 437 660  |
| 8 de diciembre de 2017   | Dallas           | Estados Unidos | American Airlines Center | 15 047 / 15 047 (100%)   | $1 771 939  |
| 9 de diciembre de 2017   | Oklahoma City    | Estados Unidos | Chesapeake Energy Arena  | 14 072 / 14 072 (100%)   | $1 512 444  |
| 12 de diciembre de 2017  | Denver           | Estados Unidos | Pepsi Center             | 15 852 / 15 852 (100%)   | $1 620 472  |
| 14 de diciembre de 2017  | Salt Lake City   | Estados Unidos | Vivint Smart Home Arena  | 12 688 / 12 688 (100%)   | $1 425 214  |
| 16 de diciembre de 2017  | Las Vegas        | Estados Unidos | T-Mobile Arena           | 14 478 / 14 478 (100%)   | $2 163 880  |
| 18 de diciembre de 2017  | Inglewood        | Estados Unidos | The Forum                | 13 282 / 13 282 (100%)   | $1 707 064  |
| Europa — Etapa III       |                  |                |                          |                          |             |
| 14 de enero de 2018      | Barcelona        | España         | Palau Sant Jordi         | 28 918 / 28 918 (100%)   | $2 113 298  |
| 16 de enero de 2018      | Barcelona        | España         | Palau Sant Jordi         | 28 918 / 28 918 (100%)   | $2 113 298  |
| 18 de enero de 2018      | Milán            | Italia         | Mediolanum Forum         | 11 170 / 11 170 (100%)   | $1 109 390  |
| 20 de enero de 2018      | Ámsterdam        | Países Bajos   | Ziggo Dome               | 15 397 / 15 397 (100%)   | $1 465 089  |
| 22 de enero de 2018      | Amberes          | Bélgica        | Sportpaleis              | 15 533 / 15 533 (100%)   | $1 435 452  |
| 24 de enero de 2018      | Hamburgo         | Alemania       | Barclaycard Arena        | 10 587 / 10 587 (100%)   | $1 055 950  |
| 31 de enero de 2018      | Birmingham       | Reino Unido    | Barclaycard Arena        | 12 456 / 12 456 (100%)   | $1 138 126  |
| 1 de febrero de 2018     | Birmingham       | Reino Unido    | Genting Arena            | 9522 / 9522 (100%)       | $799 708    |
| Total                    | Total            | Total          | Total                    | 841 935 / 841 935 (100%) | $94 911 733 |

### Conciertos cancelados y/o reprogramados
| Fecha                    | Ciudad, País            | Lugar               | Motivo |
| ------------------------ | ----------------------- | ------------------- | --- |
| 4 de septiembre de 2017  | Montreal, Canadá        | Bell Centre         | Reprogramado al 3 de noviembre de 2017 por laringitis de Gaga tras haber cantado bajo la lluvia el 29 de agosto en Nueva York.                                          |
| 15 de septiembre de 2017 | Río de Janeiro, Brasil  | Parque Olímpico     | Cancelado por hospitalización de la cantante por dolor severo ocasionado por su fibromialgia.                                                                           |
| 21 de septiembre de 2017 | Barcelona, España       | Palau Sant Jordi    | Reprogramados para el 14 y 16 de enero de 2018 por dolor severo de la cantante ocasionado por su fibromialgia.                                                          |
| 22 de septiembre de 2017 | Barcelona, España       | Palau Sant Jordi    | Reprogramados para el 14 y 16 de enero de 2018 por dolor severo de la cantante ocasionado por su fibromialgia.                                                          |
| 24 de septiembre de 2017 | Zúrich, Suiza           | Hallenstadion       | Inicialmente reprogramado para el 11 de febrero de 2018 por dolor severo de la cantante ocasionado por su fibromialgia, más tarde cancelado por el mismo motivo.        |
| 26 de septiembre de 2017 | Milán, Italia           | Mediolanum Forum    | Reprogramado para el 18 de enero de 2018 por dolor severo de la cantante ocasionado por su fibromialgia.                                                                |
| 29 de septiembre de 2017 | Hamburgo, Alemania      | Barclaycard Arena   | Reprogramado para el 24 de enero de 2018 por dolor severo de la cantante ocasionado por su fibromialgia.                                                                |
| 1 de octubre de 2017     | Amberes, Bélgica        | Sportpaleis         | Reprogramado para el 22 de enero de 2018 por dolor severo de la cantante ocasionado por su fibromialgia.                                                                |
| 3 de octubre de 2017     | Ámsterdam, Países Bajos | Ziggo Dome          | Reprogramado para el 20 de enero de 2018 por dolor severo de la cantante ocasionado por su fibromialgia.                                                                |
| 6 de octubre de 2017     | París, Francia          | AccorHotels Arena   | Inicialmente reprogramados para el 20 y 21 de febrero de 2018 por dolor severo de la cantante ocasionado por su fibromialgia, más tarde cancelados por el mismo motivo. |
| 7 de octubre de 2017     | París, Francia          | AccorHotels Arena   | Inicialmente reprogramados para el 20 y 21 de febrero de 2018 por dolor severo de la cantante ocasionado por su fibromialgia, más tarde cancelados por el mismo motivo. |
| 9 de octubre de 2017     | Londres, Reino Unido    | The O2 Arena        | Inicialmente reprogramados para el 4 y 8 de febrero de 2018 por dolor severo de la cantante ocasionado por su fibromialgia, más tarde cancelados por el mismo motivo.   |
| 11 de octubre de 2017    | Londres, Reino Unido    | The O2 Arena        | Inicialmente reprogramados para el 4 y 8 de febrero de 2018 por dolor severo de la cantante ocasionado por su fibromialgia, más tarde cancelados por el mismo motivo.   |
| 12 de octubre de 2017    | Birmingham, Reino Unido | Genting Arena       | Reprogramados para el 31 de enero y 1 de febrero de 2018 por dolor severo de la cantante ocasionado por su fibromialgia.                                                |
| 15 de octubre de 2017    | Birmingham, Reino Unido | Barclaycard Arena   | Reprogramados para el 31 de enero y 1 de febrero de 2018 por dolor severo de la cantante ocasionado por su fibromialgia.                                                |
| 17 de octubre de 2017    | Mánchester, Reino Unido | Manchester Arena    | Inicialmente reprogramado para el 6 de febrero de 2018 por dolor severo de la cantante ocasionado por su fibromialgia, más tarde cancelado por el mismo motivo.         |
| 21 de octubre de 2017    | Copenhague, Dinamarca   | Royal Arena         | Inicialmente reprogramado para el 17 de febrero de 2018 por dolor severo de la cantante ocasionado por su fibromialgia, más tarde cancelado por el mismo motivo.        |
| 23 de octubre de 2017    | Estocolmo, Suecia       | Ericsson Globe      | Inicialmente reprogramado para el 15 de febrero de 2018 por dolor severo de la cantante ocasionado por su fibromialgia, más tarde cancelado por el mismo motivo.        |
| 26 de octubre de 2017    | Berlín, Alemania        | Mercedes-Benz Arena | Inicialmente reprogramado para el 23 de febrero de 2018 por dolor severo de la cantante ocasionado por su fibromialgia, más tarde cancelado por el mismo motivo.        |
| 28 de octubre de 2017    | Colonia, Alemania       | Lanxess Arena       | Inicialmente reprogramado para el 13 de febrero de 2018 por dolor severo de la cantante ocasionado por su fibromialgia, más tarde cancelado por el mismo motivo.        |